# Instituto Real Belga de Ciências Naturais
O Instituto Real Belga de Ciências Naturais (em neerlandês: Koninklijk Belgisch Instituut voor Natuurwetenschappen, em francês: Institut royal des sciences naturelles de Belgique) é um museu dedicado a história natural localizado em Bruxelas. Dentre as suas mais importantes peças estão 30 esqueletos fossilizados de Iguanodon, descobertos em 1878 em Bernissart.